# Сан-Джулиано
Сан-Джулиано (фр. San-Giuliano, корс. San Ghjulianu) — коммуна во Франции, находится в регионе Корсика. Департамент коммуны — Верхняя Корсика. Входит в состав кантона Кастаньичча. Округ коммуны — Бастия.
Код INSEE коммуны — 2B303.

## Население
Население коммуны на 2008 год составляло 605 человек.
| 1962 | 1968 | 1975 | 1982 | 1990 | 1999 | 2008 |
| ---- | ---- | ---- | ---- | ---- | ---- | ---- |
| 252  | 461  | 500  | 542  | 593  | 608  | 605  |

## Экономика

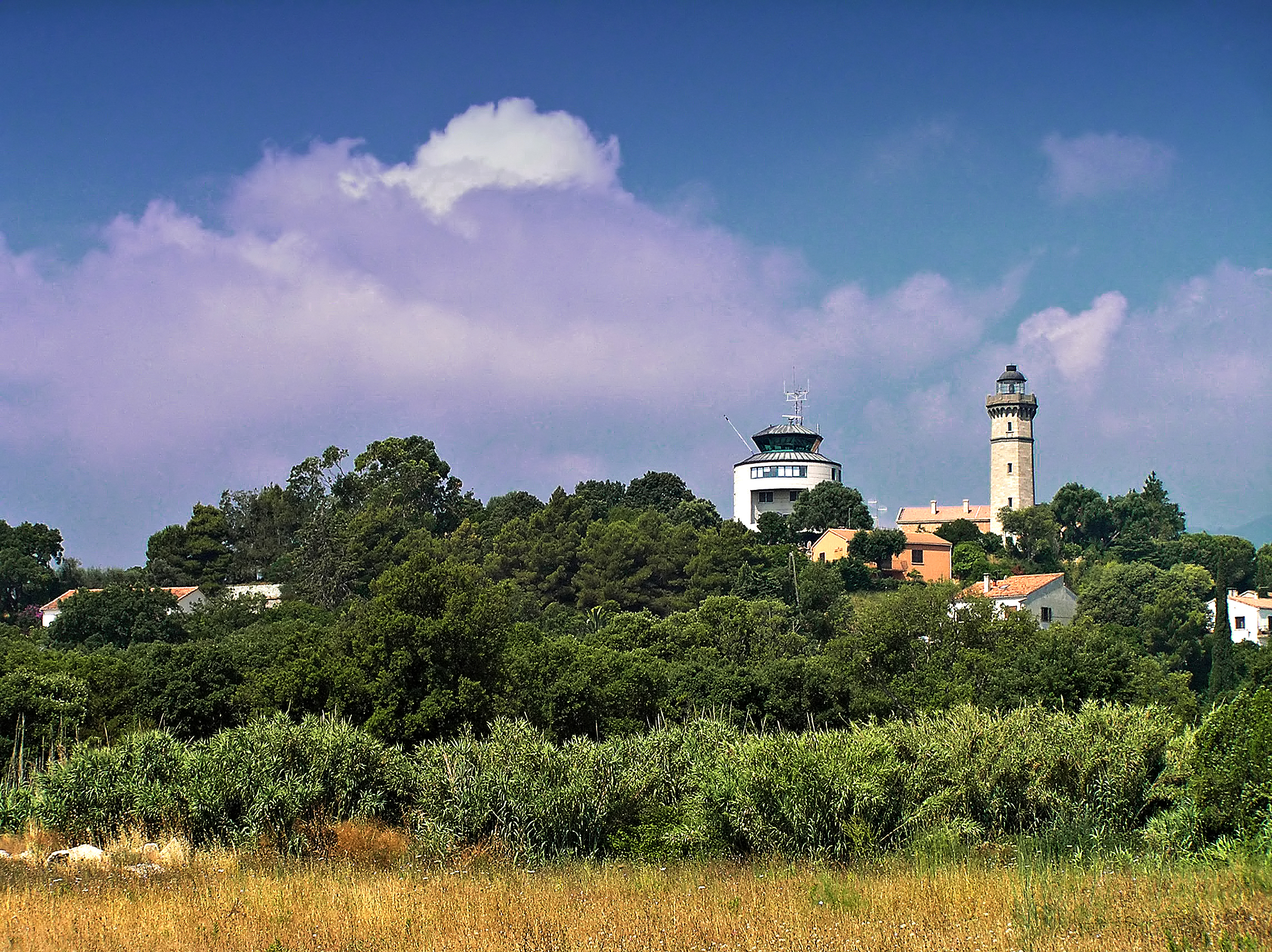
Сан-Джулиано

В 2007 году среди 385 человек в трудоспособном возрасте (15—64 лет) 256 были экономически активными, 129 — неактивными (показатель активности — 66,5 %, в 1999 году было 61,1 %). Из 256 активных работали 223 человека (151 мужчина и 72 женщины), безработных было 33 (13 мужчин и 20 женщин). Среди 129 неактивных 36 человек были учениками или студентами, 36 — пенсионерами, 57 были неактивными по другим причинам.